# 別爾斯克縣

52°46′N 23°12′E / 52.767°N 23.200°E
別爾斯克縣（波蘭語：Powiat bielski），是波蘭的縣份，位於該國東北部，由波德拉謝省負責管轄，首府設於波德拉謝地區別爾斯克，面積1,385平方公里，2007年人口59,301，人口密度每平方公里43人。